# ダニエル・オルブリフスキー
ダニエル・オルブリフスキー（Daniel Marcel Olbrychski, 1945年2月27日 - ）は、ポーランド・ウォヴィチ出身の俳優。
アンジェイ・ワイダ監督作品に多く出演し、他にフランス映画やドイツ映画にも参加している。

## 主なフィルモグラフィ
- 『灰』 Popioly (1965年)
- 『草原の火（英語版）』Pan Wołodyjowski (1969年)・・・イェジ・ホフマン（英語版）監督。トゥハイ・ベイの息子アズィヤ（ポーランド語版）役（架空の人物）。
- 『戦いのあとの風景』 Krajobraz po bitwie (1970年)
- 『白樺の林』 Brzezina (1970年)
- 『家族生活』 Życie rodzinne (1970年)
- 『ヨーロッパの解放　第二部』 Освобождение (1970年)
- 『婚礼』 Wesele (1973年)
- 『約束の土地』 Ziemia Obiecana (1974年)
- 『遠雷』 Potop (1974年)
- 『ヴィルコの娘たち』 Panny z Wilka (1979年)
- 『ブリキの太鼓』 Die Blechtrommel (1979年)
- 『愛と哀しみのボレロ』 Les Uns et les Autres (1981年)
- 『ドイツの恋』 Eine Liebe in Deutschland (1983年)
- 『ローザ・ルクセンブルク』 Rosa Luxemburg (1985年)
- 『さらばロンリーウルフ/非情の恋』 Der Bulle & Das Madchen (1985年)
- 『夜曲/シューベルト愛の鼓動』 Mit meinen heißen Tränen (1986年)
- 『さらばモスクワ』 Mosca addio (1986年)
- 『存在の耐えられない軽さ』 The Unbearable Lightness of Being (1988年)
- 『デカローグ』 Dekalog (1988年)
- 『秘密諜報機関レッド・オーケストラ/ナチス・ヒトラーを追え!』 L'Orchestre rouge (1988年)
- 『パン・タデウシュ物語』 Pan Tadeusz (1999年)
- 『シベリアの理髪師』 Сибирский цирюльник (1999年)
- 『THE レジェンド -伝説の勇者-』 Stara baśń: Kiedy słońce było bogiem (2003年)
- 『アントニー・ジマー』 Anthony Zimmer (2005年)
- 『ソルト』 Salt (2010年)